# Paul Scheffer (publicist)
Paul Jan Scheffer (Nijmegen, 3 september 1954) is een Nederlands publicist en hoogleraar. Hij was onder meer correspondent in Parijs en Warschau en partij-ideoloog van de Partij van de Arbeid. Als bijzonder hoogleraar bekleedde hij van 2003 tot 2011 de Wibautleerstoel voor Grootstedelijke problematiek aan de Universiteit van Amsterdam. Sinds september 2011 is hij hoogleraar Europese studies aan de Universiteit van Tilburg.

## Biografie
Scheffer deed in 1972 eindexamen HBS-A aan de Kees Boekeschool in Bilthoven. In zijn studententijd werd hij lid van de CPN, later van de PvdA. Vanaf 1978 was hij werkzaam als journalist, onder andere als correspondent in Parijs en Warschau. In 1986 is hij afgestudeerd in de politieke wetenschappen aan de Universiteit van Amsterdam.
In de jaren tachtig bekritiseerde hij het Interkerkelijk Vredesberaad (IKV), omdat het te laat oog zou hebben gehad voor de positie van dissidenten in de Oost-Europese landen. De toenmalige voorzitter van het IKV Ben ter Veer, die hieraan juist zijn motivatie voor zijn werk in de vredesbeweging ontleende, kon het niet aanvaarden op dit punt door een voormalig lid van de CPN de les te worden gelezen. Het IKV bleek na de val van de Muur, getuige de toen geopenbaarde Stasi-dossiers over de IKV-medewerkers, waaronder Mient Jan Faber, Wim Bartels en Gied ten Berge, vanaf de vroege jaren '80 intensief te hebben geïnvesteerd in contacten met de dissidente democratische beweging in Oost-Europa. Die inspanningen en de tegenwerkingen van geheime diensten zijn in 2004 uitvoerig gedocumenteerd door de historica Beatrice de Graaf in haar proefschrift Over de Muur. De DDR, de Nederlandse kerken en de vredesbeweging (ISBN 9085060249).

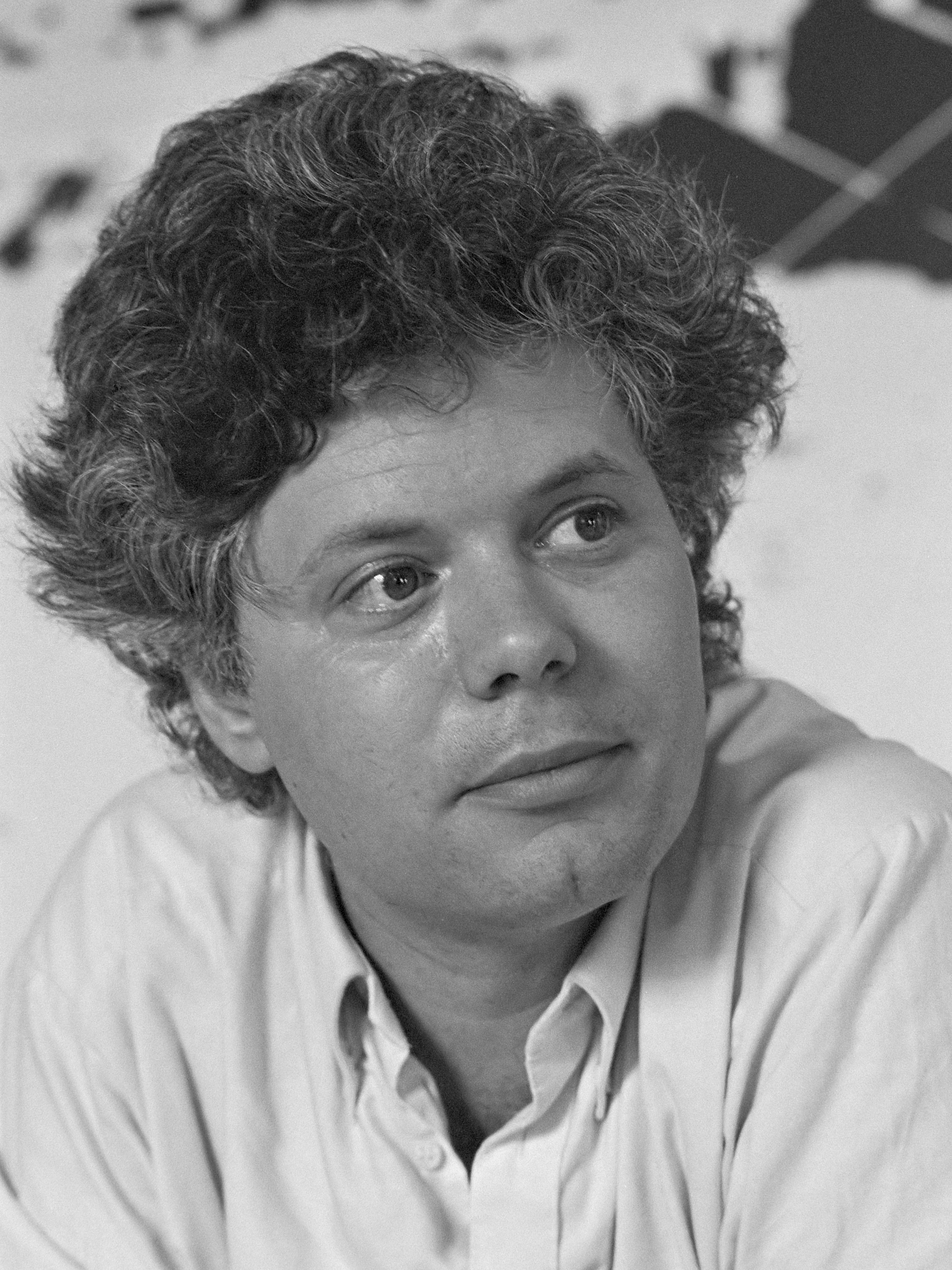
Paul Scheffer (1988)

Scheffer werkte tussen 1986 en 1992 voor de Wiardi Beckman Stichting, het wetenschappelijk bureau van de PvdA.
Sinds 1990 is Scheffer medewerker van NRC Handelsblad, maker van tv-programma's voor VPRO en VARA en docent hedendaagse geschiedenis aan verschillende universiteiten.
Op 29 januari 2000 schreef hij in NRC Handelsblad een opzienbarend artikel met de titel Het multiculturele drama.
Voor de VPRO maakte hij de series Wachten op de buren en Leven en Werken.
In februari 2005 liet Scheffer weten te overwegen zich kandidaat te stellen voor het lijsttrekkerschap van de PvdA bij de eerstvolgende Tweede-Kamerverkiezingen. Hij voerde daarvoor onder meer een oriënterend gesprek met partijvoorzitter Ruud Koole, en liet en passant weten weinig te zien in PvdA-leider Wouter Bos. Kort nadat het kabinet-Balkenende II viel verklaarde Scheffer echter zich niet beschikbaar te willen stellen.

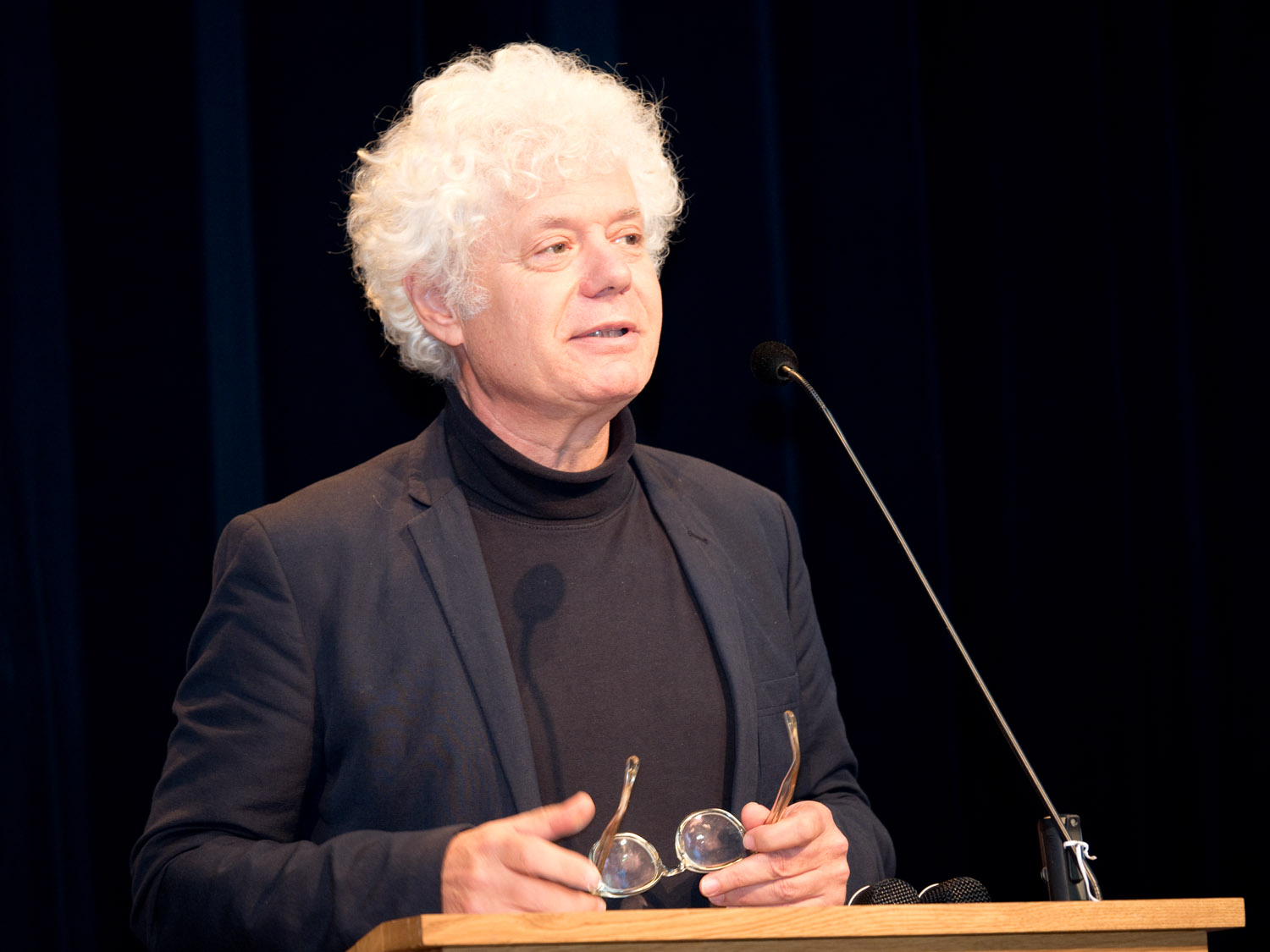
Scheffer houdt de Anton Constandselezing in 2015.

In oktober 2007 verscheen van Scheffers' hand Het land van aankomst, een breed opgezette zoektocht, zoals de achterflap meldt, naar wat zich afspeelt onder de oppervlakte van de multiculturele samenleving. Uitgangspunt van het boek was om een analyse te vormen over immigratie in Nederland, "Hoe meer we het conflict tot ons laten doordringen, hoe beter we het kunnen hanteren". Het boek was al direct onderwerp van discussie. De historicus Maarten van Rossem verweet Scheffer een clichématige, starre visie op de islamitische cultuur. Als verklaring voert hij aan dat Scheffer zich bijna uitsluitend baseert op de omstreden analyses van de Amerikaanse Midden-Oostendeskundige Bernard Lewis, tevens adviseur van president Bush.
In 2013 publiceerde hij Alles doet mee aan de werkelijkheid, een portret van zijn grootvader, de filosoof en letterkundige Herman Wolf.
In april 2016 verscheen zijn essay De vrijheid van de grens, naar aanleiding van de Europese vluchtelingencrisis. Na de publicatie van dit essay stelde hij in een interview met het Nederlands Dagblad dat Nederland de vraag onder ogen moest zien of het nog lid van de Europese Unie wil blijven en wat voor Unie dat dan moet zijn. Dit moet, net als in Groot-Brittannië, leiden tot een referendum. De Nederlandse regering kan volgens hem niet doorgaan met het crisismanagement ten aanzien van de onvrede over Europa. Anders ‘zullen de voorstanders van ontmanteling van de EU eens de meerderheid krijgen. En dan niet alleen bij referenda maar ook bij gewone verkiezingen.’ Zelf verklaarde Scheffer zich geen voorstander te zijn van terugkeer naar de nationale staten, maar hij begrijpt de roep om afscheid van de EU, die hij ook achter het Oekraïne-referendum bespeurde.
In juni 2022 is Scheffer aangesteld als writer in residence bij Comenius en twee maanden later werd hij lid van de staatscommissie demografische ontwikkelingen 2050.